# Rebecca Kabugho
Rebecca Kabugho (sinh ngày 4 tháng 9 năm 1994) là một nhà hoạt động người Congo, cô đã bị bắt giữ bởi chính phủ. Cô được cho là một trong những tù nhân lương tâm trẻ tuổi nhất. Cô được trao giải Giải thưởng quốc tế cho Phụ nữ dũng cảm năm 2017.

## Cuộc sống
Kabugho sinh năm 1994 tại Goma thuộc Cộng hòa Dân chủ Congo. Cô ấy là một thành viên của LUCHA (Lutte pour le changement-
Đấu tranh để thay đổi) được thành lập tại quê nhà tháng 6 năm 2012. LUCHA là một phong trào không phân biệt không bạo lực để thay đổi đất nước.
LUCHA bị Cơ quan tình báo quốc gia Congo xem như là một "phong trào chống đối". Kabugho là một trong sáu thành viên bị bắt sau cuộc biểu tình ôn hòa diễn ra vào ngày 16 tháng 2, nhưng cuộc biểu tình tại thời điểm đó được đặt tên là "Thành phố chết". Cô và năm người khác bị buộc tội khuyến khích bất tuân dân sự đối với hiến pháp Congo của Tổng thống Joseph Kabila.
Cô đã trải qua sáu tháng tù tại quê hương trong khi được ca ngợi trên phương tiện truyền thông xã hội và các nhà báo quốc tế như "một trong những" "tù nhân lương tâm trẻ tuổi nhất thế giới".
Vào ngày 19 tháng 12 năm 2016, Rebecca nằm trong số 19 nhà hoạt động bị bắt vì phản đối những gì họ xem là một chính phủ trái hiến pháp. Cô được thả trong vòng một tuần, nhưng vẫn tiếp tục là một nhà vận động phi bạo lực dẫn đầu cho những cải tiến ở Congo.
Kabugho đã được trao Giải thưởng quốc tế cho Phụ nữ dũng cảm bởi Melania Trump vào tháng 3 năm 2017 cùng với 12 phụ nữ khác.